# Nesolestes pauliani
Nesolestes pauliani – gatunek ważki z rodziny Argiolestidae.
Owad ten jest endemitem Komorów; występuje na wyspie Mohéli (Mwali).